# Las adelfas
Las adelfas es una obra de teatro en tres actos y en verso, escrita por Manuel y Antonio Machado y estrenada en 1928.

## Argumento
Araceli, duquesa de Tormes, vive atormentada y no resiste las continuas pesadillas sobre Alberto, su marido fallecido, aparentemente como consecuencia de un suicidio. Recurre a Carlos Montes, un médico amigo suyo. A través de conversaciones con todos aquellos que trataron al difunto, van conociendo la verdad sobre su compleja personalidad y casi todos coinciden en denostarlo, revelando su irresponsabilidad para con el patrimonio familiar, de forma que Araceli se ve abocada a vender la finca Los Adelfos, en Córdoba. Además, se encuentran con la verdad de un donjuan irredimible que sólo se siente atraído por lo que considera un reto, como fue el caso de la propia Araceli. Esta llega a la conclusión de que ni amó ni fue amada. Araceli, paradójicamente, acaba enamorada de nuevo de otro antiguo seductor: Salvador Montoya.

## Estreno
- Teatro Eldorado, Barcelona, 13 de abril de 1928.
  - Intérpretes: Lola Membrives (Araceli), Guadalupe Muñoz Sampedro (Rosalía), Luis Roses (Salvador), Manuel Soto Vives (Carlos Montes), Carmen A. de los Ríos, Manuel Aragonés, Luis de Llano.